# Cucullia macara
Cucullia macara är en fjärilsart som beskrevs av Hans Rebel 1947. Cucullia macara ingår i släktet Cucullia och familjen nattflyn. Inga underarter finns listade i Catalogue of Life.